# رييكو تاكاهاشي
رييكو تاكاهاشي (باليابانية: 高橋理恵子) مواليد 28 نوفمبر 1967 في سايتاما، اليابان، هي مؤدية أصوات يابانية بدأت نشاطها عام 1989.

## الأعمال

### أنمي
- المحقق كونان
- تجمد
- إينوياشا
- ون بيس
- ساموراي 7
- كيرو
- الدموع الحقيقية

### دبلجة
- حكاية لعبة 2
- حكاية لعبة 3
- بافي قاتلة مصاصي الدماء
- غودزيلا

## وصلات خارجية
- رييكو تاكاهاشي على موقع IMDb (الإنجليزية)
- رييكو تاكاهاشي على موقع ميوزك برينز (الإنجليزية)
- رييكو تاكاهاشي على موقع قاعدة بيانات الفيلم (الإنجليزية)
- رييكو تاكاهاشي على موقع كينوبويسك (الروسية)
- رييكو تاكاهاشي على موقع ANN person (الإنجليزية)